# HMS Chiddingfold (L31)
«Чіддінгфолд» (L31) (англ. HMS Chiddingfold (L31) — військовий корабель, ескортний міноносець типу «Хант» «II» підтипу Королівського військово-морського флоту Великої Британії за часів Другої світової війни.
«Чіддінгфолд» закладений 1 березня 1940 року на верфі компанії Scotts Shipbuilding and Engineering Company, у Гріноку. 10 березня 1941 року він був спущений на воду, а 16 жовтня 1941 року увійшов до складу Королівських ВМС Великої Британії.
Ескортний міноносець «Чіддінгфолд» брав участь у бойових діях на морі в Другій світовій війні, бився у Північній Атлантиці, біля берегів Норвегії та Англії, супроводжував арктичні, атлантичні та середземноморські конвої, виконував завдання спеціальних операцій при діях британських командос. За проявлену мужність та стійкість у боях бойовий корабель заохочений двома бойовими відзнаками.
1954 переданий до складу Індійських ВМС, де отримав ім'я «Ганга» і служив до 1975 року поки не був списаний і згодом розібраний на брухт.

## Історія служби
Наприкінці грудня 1941 року «Чіддінгфолд» брав участь у проведенні операції «Арчері» — рейді британських командос на Лофотенські острови. 27 грудня, під час операції на острів Воґсей у Согн-ог-Ф'юране, зведений загін з No. 2, 3, 4 та 6 підрозділів командос за підтримки авіації та флотилії завдав удару по тамтешньому німецькому гарнізонові, промислових об'єктах, складах та сховищах. Вояки затопили 8 німецьких кораблів. На німецькому тральщику «Fohn» британські командос захопили шифрувальний апарат «Енігма» з документацією.